# جون هانلون
جون هانلون (بالإنجليزية: John Hanlon)‏ هو موسيقي نيوزيلندي، ولد في 1949.

## وصلات خارجية
- الموقع الرسمي
- جون هانلون على موقع ميوزك برينز (الإنجليزية)
- جون هانلون على موقع ديسكوغز (الإنجليزية)